# Super Bowl I
Il Super Bowl I, conosciuto inizialmente come First AFL-NFL World Championship Game o da alcuni contemporanei come Supergame, è stata una partita di football americano che si tenne il 15 gennaio 1967 al Memorial Coliseum di Los Angeles, California. I campioni della National Football League (NFL), i Green Bay Packers, sconfissero quelli della American Football League (AFL), i Kansas City Chiefs, con un punteggio di 35–10.

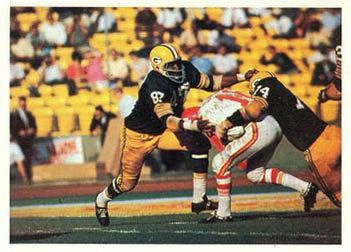
Una fase di gioco del Super Bowl I

Prima della partita vi fu considerevole animosità tra AFL e NFL, portando alle due squadre che rappresentavano le leghe rivali (Kansas City e Green Bay) una pressione per vittoria. I Chiefs avevano concluso la stagione regolare con un record di 11–2–1, battendo i Buffalo Bills, 31–7, in finale di campionato. I Packers conclusero la stagione 1966 con un bilancio di 12–2, battendo i Dallas Cowboys 34–27 in finale. Molti giornalisti sportivi e tifosi ritenevano qualsiasi squadra della più vecchia NFL nettamente superiore a qualsiasi altra della più recente AFL, attendendosi una netta vittoria di Green Bay su Kansas City.
Il primo tempo del Super Bowl I fu combattuto, con i Chiefs che superarono i Packers in yard totali, 181–164, finendo in vantaggio per 14-10. La safety di Green Bay Willie Wood però ritornò un intercetto per 50 yard nel terzo quarto, che diede il via a 21 punti consecutivi dei Packers. Il quarterback di Green Bay Bart Starr, che completò 16 passaggi 23 per 250 yard e due touchdown, con un intercetto, fu nominato MVP.
Si tratta dell'unico Super Bowl a essere stato trasmesso contemporaneamente da due diversi network negli Stati Uniti: NBC e CBS.

## Marcature
Los Angeles Memorial Coliseum
- Data: 15 gennaio 1967
- Ora: 1:15 p.m. PST
- Tempo atmosferico: 22 °C (72 °F), soleggiato

| Quarto | Tempo | Squadra | Drive | Drive  | Drive | Scoring Information                                       | Punt. | Punt. |
| Quarto | Tempo | Squadra | Lung. | Giochi | Tempo | Scoring Information                                       | KC    | GB    |
| ------ | ----- | ------- | ----- | ------ | ----- | --------------------------------------------------------- | ----- | ----- |
| 1      | 6:04  | GB      | 80    | 6      | 3:06  | TD: Max McGee su passaggio da 37 yard di Bart Starr       | 0     | 7     |
| 2      | 10:40 | KC      | 66    | 6      | 3:44  | TD: Curtis McClinton su passaggio da 7 yard di Len Dawson | 7     | 7     |
| 2      | 4:37  | GB      | 73    | 13     | 6:03  | TD: Jim Taylor su corsa da 14 yard                        | 7     | 14    |
| 2      | 0:54  | KC      | 50    | 7      | 3:43  | FG: Mike Mercer da 31 yard                                | 10    | 14    |
| 3      | 12:33 | GB      | 5     | 1      | 0:09  | TD: Elijah Pitts su corsa da 5 yard                       | 10    | 21    |
| 3      | 0:51  | GB      | 56    | 10     | 5:25  | TD: Max McGee su passaggio da 13 yard di Bart Starr       | 10    | 28    |
| 4      | 6:35  | GB      | 80    | 8      | 4:13  | TD: Elijah Pitts su corsa da una yard                     | 10    | 35    |

## Formazioni titolari

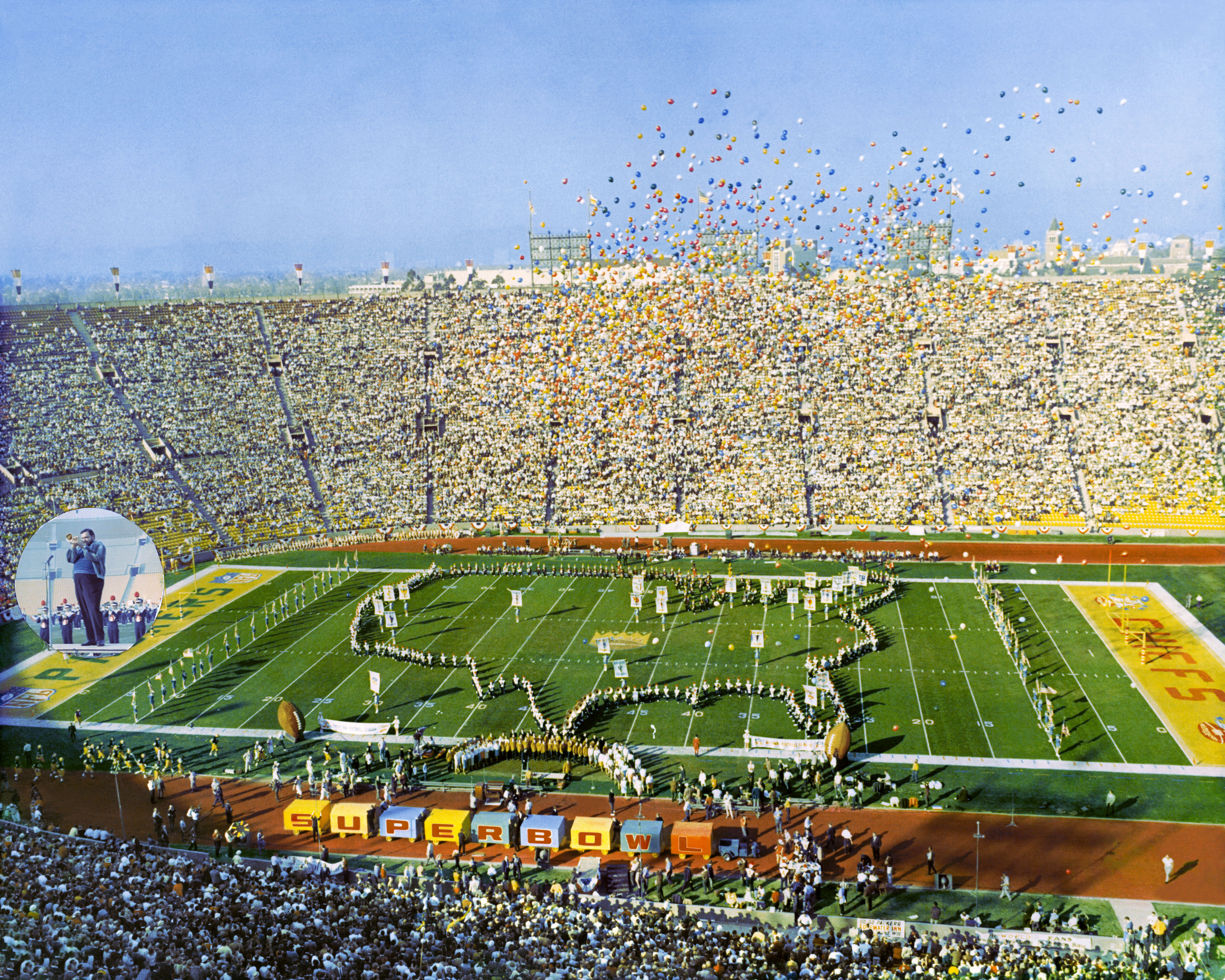
Lo spettacolo di metà gara al Los Angeles Coliseum

Fonte:
| Kansas City       | Ruolo | Green Bay       |
| ----------------- | ----- | --------------- |
| ATTACCO           |       |                 |
| Chris Burford     | SE    | Carroll Dale    |
| Jim Tyrer         | LT    | Bob Skoronski   |
| Ed Budde          | LG    | Fuzzy Thurston  |
| Wayne Frazier     | C     | Bill Curry      |
| Curt Merz         | RG    | Jerry Kramer    |
| Dave Hill         | RT    | Forrest Gregg   |
| Fred Arbanas      | TE    | Marv Fleming    |
| Otis Taylor       | FL    | Boyd Dowler     |
| Len Dawson        | QB    | Bart Starr      |
| Mike Garrett      | HB    | Elijah Pitts    |
| Curtis McClinton  | FB    | Jim Taylor      |
| DIFESA            |       |                 |
| Jerry Mays        | LE    | Willie Davis    |
| Andy Rice         | LT    | Ron Kostelnik   |
| Buck Buchanan     | RT    | Henry Jordan    |
| Chuck Hurston     | RE    | Lionel Aldridge |
| Bobby Bell        | LLB   | Dave Robinson   |
| Sherrill Headrick | MLB   | Ray Nitschke    |
| E.J. Holub        | RLB   | Lee Roy Caffey  |
| Fred Williamson   | LCB   | Herb Adderley   |
| Willie Mitchell   | RCB   | Bob Jeter       |
| Bobby Hunt        | LS    | Tom Brown       |
| Johnny Robinson   | RS    | Willie Wood     |